# Las máscaras
Las máscaras es una telenovela mexicana producida por Ernesto Alonso para Telesistema Mexicano (hoy Televisa) en 1971. Obra original del autor argentino Carlos Lozano Dana basado libremente en la película norteamericana All About Eve, fue protagonizada por Marga López y Joaquín Cordero con la participación antagónica de Irán Eory.

## Argumento
Silvina es una ambiciosa joven aspirante a actriz que con muy pocos escrúpulos intentará convertirse en la discípula y amiga de Márgara una famosa actriz, como una manera para ascender y llegar a la cima del estrellato.

## Elenco
- Marga López - Márgara
- Irán Eory - Silvina
- Joaquín Cordero - Guillermo
- Rita Macedo - Elena
- María Rubio - Ida Cruz
- José Alonso - Gaspar
- Luis Aragón - Zacarías
- Ofelia Medina - Delia
- Anita Blanch - Blanca
- César Castro - Inspector
- César del Campo
- Beatriz Sheridan
- Miguel Gómez Checa